# Дзинтари
Дзи́нтари (латыш. Dzintari, в переводе означает «Янтари», до 1922 года — Эдинбург) — часть Рижского взморья и города Юрмала, расположенная в 21 км к западу от города Риги. Один из самых престижных районов проживания в современной Латвии, застроенный виллами и особняками.

## История
С XVII века на месте Дзинтари известна рыболовецкая деревня Авоты, названная по фамилии семьи рыбаков.
По случаю свадьбы великой княжны Марии Александровны и герцога Эдинбургского в 1874 году эта часть взморья получила название Эдинбург. Считалась самым аристократическим районом взморья с наилучшими особняками. В 1879 году был выстроен кургауз с морским павильоном, позднее сгоревшим.
В 1922 году Эдинбург был переименован в Дзинтари. В первые годы существования Латвийской Республики были построены и типовые семейные домики, в которых использовались излюбленные в Юрмале классические формы и детали архитектуры национального романтизма (например, проспект Дзинтару 3, лит. 1).
По окончании Второй мировой войны здесь развернулось активное строительство больших санаториев и домов отдыха. Нынешняя железнодорожная станция построена в 1980 году. Начиная со второй половины 1930-х гг. центром притяжения становится концертный зал «Дзинтари», который в летний сезон собирает большое количество любителей музыки.

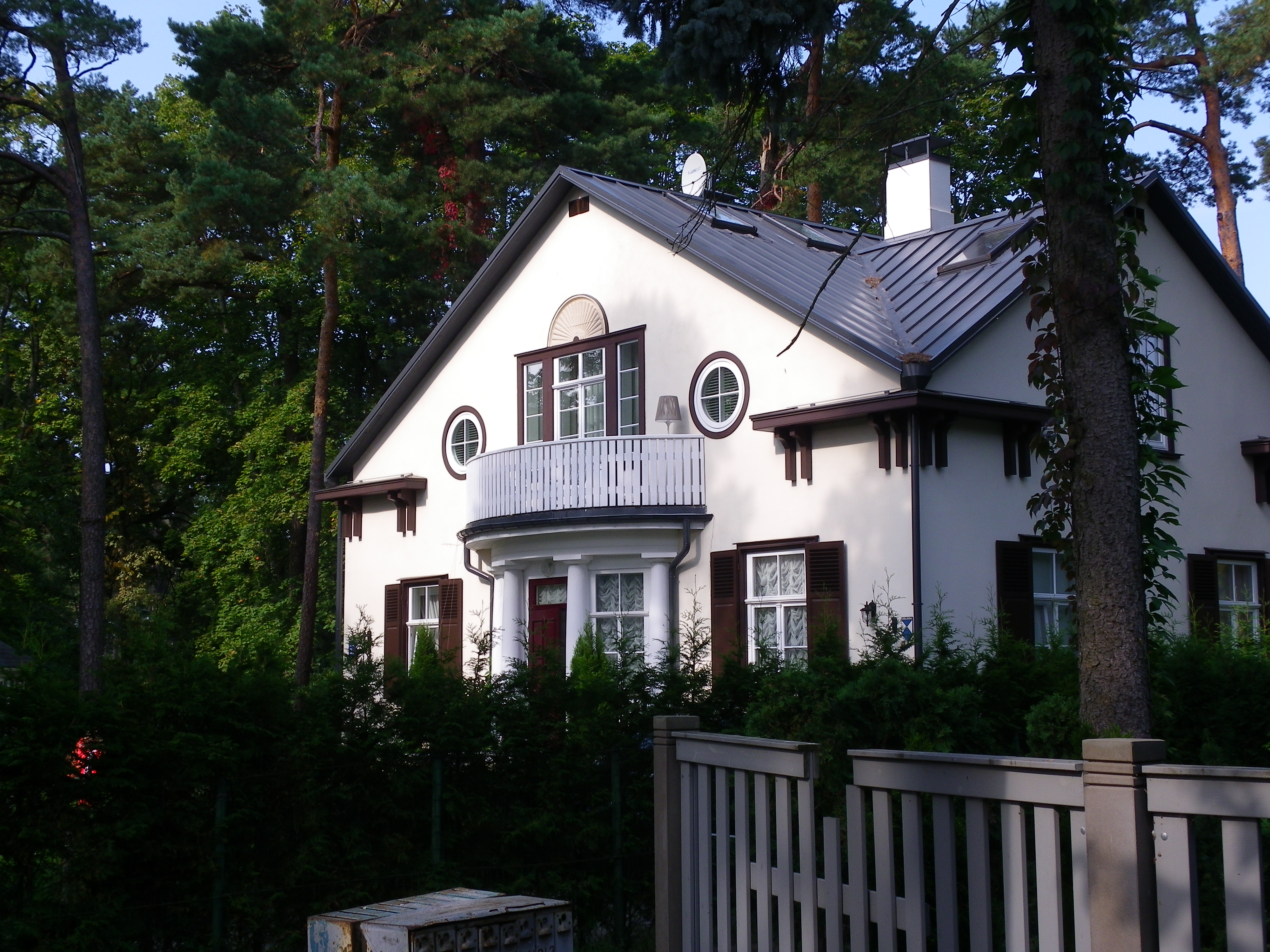
проспект Дзинтару 3
дом на ул. Променадес
дом на ул. Авоту 16
новый дом на ул. Миера 13